# 보성군의 행정 구역
보성군의 행정 구역은 보성읍, 벌교읍의 2개 읍과 조성면 등 10개 면으로 이루어져 있다. (2읍, 10면, 126 법정리) 보성군의 면적은 663.59 km2이며, 인구는 2011년 7월 31일을 기준으로 22,691 세대, 48,280명인데, 모든 면의 인구는 감소 중에 있다.

## 읍

### 보성읍
보성읍은 보성군의 군청 소재지이며 1930년 광주선의 개통과 더불어 발전하기 시작한 교통의 요지이고 농·수산물의 집산지이다. 읍의 남부 봉산리에는 대한민국 제일의 다원(茶園)이 있다.

### 벌교읍
벌교읍은 장흥·강진과 더불어 부근 평야지대의 농산물의 집산시장으로 해당 지방의 상권을 장악하고 있는 지역 중 하나다. 또 교통의 요지로 발달한 소도읍이다. 일제강점기 때부터 번성하였으며, 인구 역시 보성읍보다 많다.

## 행정 구역

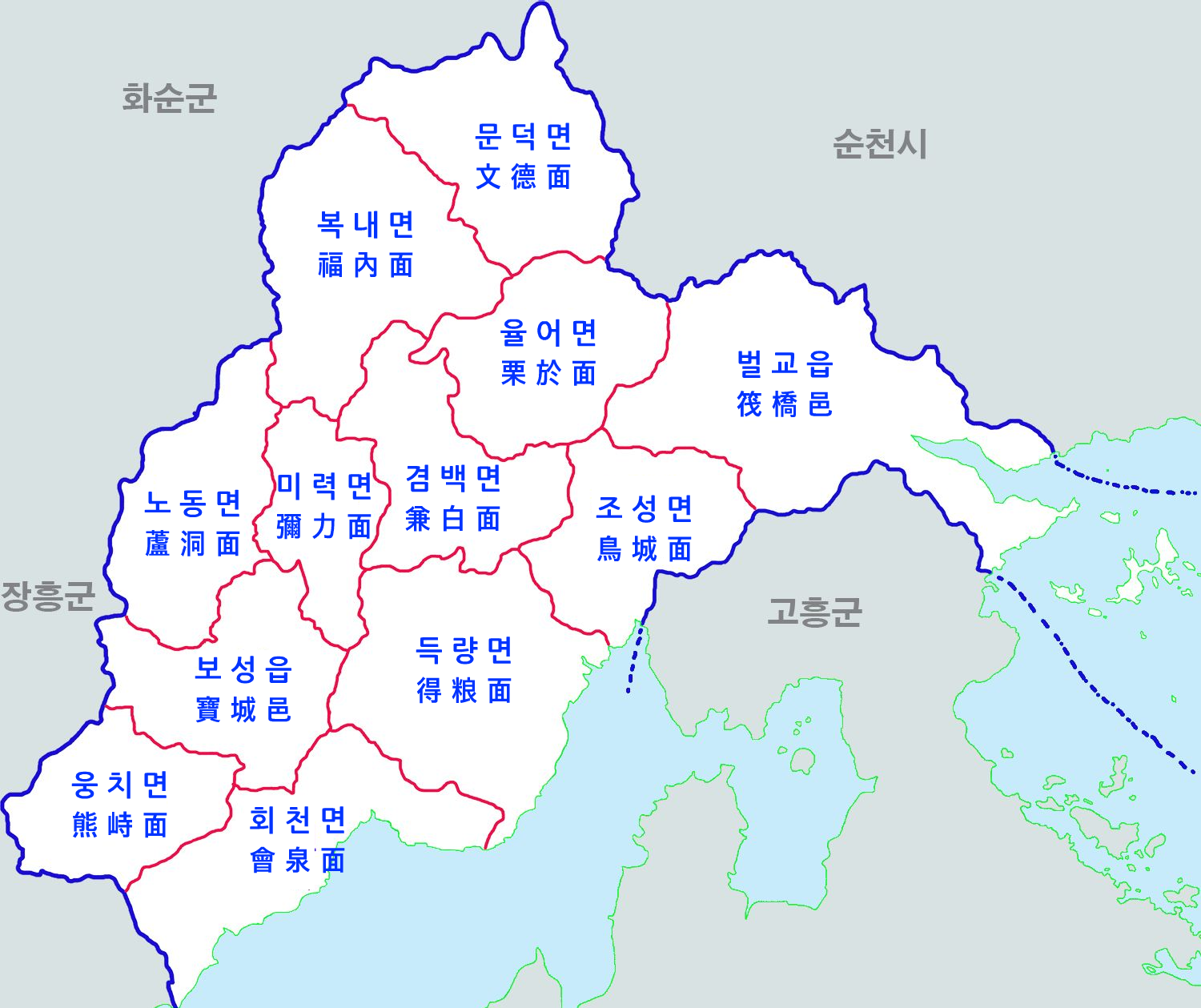
보성군 행정도

| 읍·면  | 한자   | 세대   | 인구   | 면적   | 법정리 |
| ------ | ------ | ------ | ------ | ------ | --- |
| 보성읍 | 寶城邑 | 49.06  | 4,364  | 10,188 | 보성리(寶城里), 우산리(牛山里), 옥평리(玉坪里), 봉산리(烽山里), 쾌상리(快上里), 옥암리(玉岩里), 대야리(大野里), 원봉리(元峰里), 주봉리(珠峰里), 용문리(龍門里) |
| 벌교읍 | 筏橋邑 | 102.64 | 6,832  | 14,726 | 벌교리(筏橋里), 전동리(典洞里), 지동리(池洞里), 고읍리(古邑里), 낙성리(洛城里), 추동리(秋洞里), 징광리(澄光里), 칠동리(七洞里), 척령리(尺嶺里), 마동리(馬洞里), 장좌리(長佐里), 영등리(永登里), 장암리(長岩里), 대포리(大浦里), 연산리(連山里), 봉림리(鳳林里), 회정리(回亭里), 장양리(壯陽里), 호동리(虎東里), 장도리(獐島里), 옥전리(沃田里) |
| 조성면 | 鳥城面 | 44.62  | 2,231  | 4,563  | 조성리(鳥城里), 매현리(梅峴里), 은곡리(隱谷里), 신월리(新月里), 귀산리(龜山里), 축내리(築內里), 대곡리(大谷里), 우천리(牛川里), 봉능리(鳳陵里), 덕산리(德山里), 동촌리(東村里), 용전리(龍田里) |
| 득량면 | 得粮面 | 73.93  | 2,431  | 4,561  | 삼정리(三亭里), 송곡리(松谷里), 예당리(禮堂里), 오봉리(五峰里), 해평리(海坪里), 비봉리(飛鳳里), 도촌리(道村里), 마천리(馬川里), 정흥리(正興里) |
| 노동면 | 蘆洞面 | 47.33  | 632    | 1,255  | 광곡리(廣谷里), 대련리(大蓮里), 감정리(甘井里), 금호리(錦湖里), 옥마리(玉馬里), 용호리(龍湖里), 거석리(拳石里), 신천리(新泉里), 학동리(鶴洞里), 명봉리(鳴鳳里) |
| 미력면 | 彌力面 | 30.77  | 817    | 1,688  | 도개리(道開里), 미력리(彌力里), 화방리(華榜里), 용정리(龍亭里), 덕림리(德林里), 반룡리(盤龍里), 초당리(草堂里) |
| 겸백면 | 兼白面 | 46.95  | 726    | 1,406  | 석호리(石湖里), 운림리(雲林里), 은덕리(隱德里), 평호리(平湖里), 도안리(道安里), 용산리(龍山里), 남양리(南陽里), 사곡리(沙谷里), 수남리(水南里) |
| 회천면 | 會泉面 | 53.65  | 1,666  | 3,542  | 율포리(栗浦里), 벽교리(碧橋里), 전일리(全日里), 봉강리(鳳崗里), 회령리(會寧里), 영천리(聆川里), 동율리(東栗里), 군농리(郡農里), 화죽리(花竹里), 천포리(泉浦里), 서당리(書堂里), 객산리(客山里) |
| 웅치면 | 熊峙面 | 39.44  | 684    | 1,357  | 중산리(中山里), 강산리(江山里), 대산리(大山里), 용반리(龍盤里), 봉산리(鳳山里), 유산리(柳山里) |
| 율어면 | 栗於面 | 49.07  | 725    | 1,505  | 율어리(栗於里), 금천리(金川里), 선암리(船岩里), 문양리(文陽里), 칠음리(七音里), 고죽리(古竹里), 이동리(梨洞里), 유신리(柳新里), 장동리(長洞里) |
| 복내면 | 福內面 | 66.84  | 997    | 2,012  | 복내리(福內里), 반석리(盤石里), 용동리(龍洞里), 진봉리(眞鳳里), 봉천리(鳳川里), 일봉리(日鳳里), 시천리(詩川里), 용전리(龍田里), 유정리(柳亭里), 계산리(桂山里), 장천리(獐川里), 동교리(東橋里) |
| 문덕면 | 文德面 | 59.33  | 578    | 1,047  | 운곡리(雲谷里), 용암리(龍岩里), 덕치리(德峙里), 죽산리(竹山里), 봉갑리(鳳甲里), 봉정리(鳳亭里), 양동리(陽洞里), 귀산리(龜山里), 동산리(桐山里) |
| 보성군 | 寶城郡 | 663.49 | 22,683 | 48,240 | 총 126리 |

## 역사
삼한시대에 마한에 속했다가, 백제시대 복홀군이 되었고, 신라 경덕왕 때 대로(代勞)·계수(季水)·오아·안정(安定) 4현을 예속시켜 보성군으로 개칭하였다. 고려 성종 15년(996)에 패주(貝州)로 하여 자사(刺史)를 두었다가 곧 보성(일명 山陽)으로 복귀, 속현 7현이었다. 조선 때에 다시 보성군으로 칭하였다.
- 1895년 6월 23일(음력 윤5월 1일) 나주부 보성군으로 개편하였다.
- 1896년 8월 4일 전라남도 보성군으로 개편하였다.
- 1908년 낙안군 일부(고상면, 고하면, 남상면, 남하면)를 병합
- 1914년 4월 1일 장흥군 회령면, 천포면, 웅치면을 편입하였다.[2]

| 조선총독부령 제111호 | |             |                                                                                        |
| 구 행정구역          | 구 행정구역 | 신 행정구역 | 신 행정구역                                                                            |
| 보성군               | 옥암면(玉巖面) 유천리/관동리/가막리/연화리/강산리 일부/모령리 일부/(장흥군 장동면) 마흘리 일부/율리 일부, 조서리/방축리/노산리/무선리/교동리/덕정리 일부/(장흥군 회령면) 신산리 일부, 장변리/남산리/예동리/이곡리/해경리/(용문면) 강산리 일부/연봉리 일부/(장흥군 웅치면) 장변리 일부/신성리 일부, 유산리/세동리/용강리/신지리/덕정리 일부/송암리 일부/(미력면) 가평리 일부, 도덕리/하청리/상청리 일부/송현리 일부/(용문면) 동외리 일부, 구암리/평촌리/척사리/동암리/건지리 | 보성면      | 대야리, 봉산리, 옥암리, 옥평리, 원봉리, 쾌상리                                         |
| 보성군               | 용문면(龍門面) 대문리/가곡리/태평리/지변리/고청리/교촌리/동외리 일부/대식리 일부, 요평리/봉탄리/조현리/우막리/주음리/석문리/(노동면) 광탄리 일부/(미력면) 가평리 일부/반암리 일부, 유계리/오야리/송산리/(옥암면) 현촌리/주촌리/택촌리/용교리/송현리 일부, 구계리/부곡리/옥기리/대식리 일부 | 보성면      | 보성리, 용문리, 우산리, 주봉리                                                         |
| 보성군               | 율어면(栗於面) 고음리/죽포리, 하수리/광천리/금하리, 상율리/나문리/양지리/대치리/마산리/가척리 일부, 모암리/상선리/하선리, 용암리/시목리/유천리/신산리/서상리 일부/서하리 일부, 진천리/우정리/자모리/신기리/율변리/가척리 일부, 대동리/이동리/서상리 일부/서하리 일부, 중촌리/장수리/서동리/칠음리 일부, 태평리/상일리/하일리/칠음리 일부 | 율어면      | 고죽리, 금천리, 문양리, 선암리, 유신리, 율어리, 이동리, 장동리, 칠음리                 |
| 보성군               | 겸어면(兼於面) 신기리/금곡리/대겸리/도림리 일부, 안적리/수교리 일부/도림리 일부/둔기리 일부, 사곡리, 오도리/가곡리, 침동리/능묵리/수교리 일부 | 겸백면      | 남양리, 도안리, 사곡리, 수남리, 용산리                                                 |
| 보성군               | 백야면(白也面) 고전리/입석리/자포리, 정곡리/백곡리/장도리/숙호리/덕음리 일부/(복내면) 사평리 일부, 은치리/상덕리/덕음리 일부, 가전리/평화리/오호리 | 겸백면      | 석호리, 운림리, 은덕리, 평호리                                                         |
| 보성군               | 문전면(文田面) 덕봉리/척치리/옥채리/장동리 일부, 백사리/수월리/단양리, 가천리/율리/장동리 일부, 무탄리/신운리/대운리/석동리/(봉덕면) 오리/마치리 일부, 강각리/상죽리/하죽리, 내우리/중우리/외우리/외동리/곡천리/장산리/(순천군 송광면) 죽산리 일부 | 문덕면      | 덕치리, 봉갑리, 용암리, 운곡리, 죽산리, 한천리                                         |
| 보성군               | 봉덕면(鳳德面) 부곡리/내동리 일부/강변리 일부/금천리 일부, 내판리/대치리/이치리/동계리/외교리, 양지리 일부/강변리 일부/법화리 일부, 반송리/마치리 일부, 반월리/마치리 일부/법화리 일부/양지리 일부/내동리 일부/금천리 일부 | 문덕면      | 구산리, 동교리, 동산리, 봉정리, 양동리                                                 |
| 보성군               | 도촌면(道村面) 석장리/대화리/용호리/중산리/월산리/회룡리 일부, 지동리/복재리/복림리/마서리/평촌리/섬동리/마동리 일부, 동계리/화동리, 고리/동막리/개산리/호음리/회룡리 일부, 해창리/기남리/노계리 | 득량면      | 도촌리, 마천리, 비봉리, 정흥리, 해평리                                                 |
| 보성군               | 송곡면(松谷面) 신전리/심송리/성재리/서재리/국치리, 기동리/가신리/분지리/중흥리/호곡리, 이정리/적련리/덕산리/파청리/동곡리/상천리/진천리/호동리 일부/(조내면) 동곡리 일부/신촌리 일부, 강동리/오봉리/초암리/작천리/(도촌면) 마동리 일부 | 득량면      | 삼정리, 송곡리, 예당리, 오봉리                                                         |
| 보성군               | 대곡면(大谷面) 수당리/구산리, 대곡리/고장리 일부, 연전리/궁현리/매곡리/구입석리/덕촌리 일부/(흥양군 대서면) 남당리 일부, 갈산리/천동리/월곡리/상신리/하신리, 대야리/은림리/반곡리/세동리/입석리/사초리/덕촌리 일부, 원촌리/사월리/월평리/언촌리/전장리 일부, 석장리/축내리/전장리 일부 | 조성면      | 구산리, 대곡리, 매현리, 신월리, 은곡리, 조성리, 축내리                                 |
| 보성군               | 조내면(兆內面) 감동리/덕정리/산정리/수풍리, 수촌리/동곡리 일부/신촌리 일부/(송곡면) 호동리 일부, 봉산리/신방리/청릉리, 대전리/대통리/용두리/신기리, 고내리/안심리/대동리/(대곡면) 고장리 일부 | 조성면      | 덕산리, 동촌리, 봉능리, 용전리, 우천리                                                 |
| 보성군               | 복내면(福內面) 산수리/계동리/웅동리/하진리 일부, 반석리/입석리 일부/도화리 일부, 원봉리/장기리/도화리 일부/입석리 일부, 유동리/당촌리/평촌리, 방축리/야시리/시천리, 상장리/내동리/풍치리 일부, 용반리/산성리/하장리/사평리 일부, 덕촌리/유정리/옥평리/괴정리, 흑석리/봉계리/일와리, 회룡리/평주리/죽동리/상진리/하진리 일부, 화령리/서봉리/진척리/풍치리 일부 | 복내면      | 계산리, 반석리, 복내리, 봉천리, 시천리, 용동리, 용전리, 유정리, 일봉리, 장천리, 진봉리 |
| 보성군               | 노동면(蘆洞面) 감정리/영신리, 거석리/신의리/지심리 일부, 탄곡리/광탄리 일부, 돈다리/대여리 일부/영구리 일부, 적연리/무사리/구룡리 일부/대치리 일부/(옥암면) 상청리 일부, 봉화리/명봉리, 천동리/신흥리/신기리, 벽옥리/마산리/월림리/신점리/대가리 일부/영구리 일부/(장흥군 부평면) 금동리 일부, 오동리/유동리/수촌리/지심리 일부/대치리 일부/구룡리 일부, 호미리/갑동리/학송리/삽화리                                                                                        | 노동면      | 감정리, 거석리, 광곡리, 금호리, 대련리, 명봉리, 신천리, 옥마리, 용호리, 학동리         |
| 보성군               | 미력면(彌力面) 신덕리/송림리/우와리/구덕리, 와야리/정천리/도개리/(용문면) 정자리 일부/입석리 일부/(노동면) 광탄리 일부, 구기리/은곡리/미력리/상화리/평촌리/중촌리, 소룡리/마산리/반암리 일부/초당리 일부/가평리 일부/(옥암면) 송암리 일부, 용지리/춘정리/활천리 일부, 안치리/풍치리/원당리/초당리 일부/(옥암면) 송암리 일부, 죽곡리/장동리/석호리/활천리 일부/(겸어면) 둔기리 일부                                                                                          | 미력면      | 덕림리, 도개리, 미력리, 반룡리, 용정리, 초당리, 화방리                                 |
| 보성군               | 고상면(古上面) | 벌교면      | 낙성리, 지동리, 추동리                                                                 |
| 보성군               | 고하면(古下面) | 벌교면      | 고읍리, 벌교리, 전동리                                                                 |
| 보성군               | 남상면(南上面) | 벌교면      | 징광리, 천치리, 칠동리                                                                 |
| 보성군               | 남하면(南下面) | 벌교면      | 대포리, 영등리, 장암리, 장좌리, 척령리                                                 |
| 장흥군               | 회령면(會寧面) 우암리/동촌리/상율리, 벽동리/남동리/명교리/이문리/다남리/신리/장변리 일부, 신근리/모원리/동산리, 도강리/서당리/봉산리/영천리, 장목리/세용리/율포리, 평동리/내래리/외래리/휘리, 도당리/승평리/삼장리/장변리 일부 | 회천면      | 동율리, 벽교리, 봉강리, 영천리, 율포리, 전일리, 회령리                                 |
| 장흥군               | 천포면(泉浦面) 청포리/관암리/(보성군 도촌면) 청포리, 강변리/신촌리/군지리/분매리/당산리/농소리/화동리/동백리, 상촌리/대진리/부흥리/원산리/봉암리/은행리/금장리/연동리, 화곡리/갈마리/와교리/묵산리, 화당리/마산리/서동리/지등리/두곡리/천동리/회동리/용산리 | 회천면      | 객산리, 군농리, 서당리, 천포리, 화소리                                                 |
| 장흥군               | 웅치면(熊峙面) 토동리/강산리/구암리/연화리/중선리/채석리/신유리 일부/장변리 일부/(옥암면) 강산리 일부, 임수리/장내리/해룡리/장내리/당곡리/복흥리, 산남리/산수리/녹동리, 덕림리/대은리/임내리/덕산리/용추리, 내동리/왕초리/오류리/부춘리/신유리 일부, 약산리/중흥리 | 웅치면      | 강산리, 대산리, 봉산리, 용반리, 유산리, 중산리                                         |
- 1915년 고읍면, 남면을 벌교면으로 합면하였다.
- 1929년 4월 1일 순천군 동초면 일부를 벌교면에 편입시켰다.[3]

| 도령 제22호                                      |                                                  |
| 구 행정구역                                      | 신 행정구역                                      |
| 순천군 동초면 호동리·장양리·회정리·봉림리·연산리 | 보성군 벌교면 호동리·장양리·회정리·봉림리·연산리 |
- 1937년 7월 1일 벌교면이 벌교읍으로 승격하였다.[4]
- 1940년 11월 1일 보성면이 보성읍으로 승격하였다.[5]
- 1973년 7월 1일 문덕면 한천리가 승주군 송광면으로 이관되었다.
- 1991년 주암댐 건설로 문덕면·복내면·율어면 일부 지역이 수몰됨